# Pavel Fischer

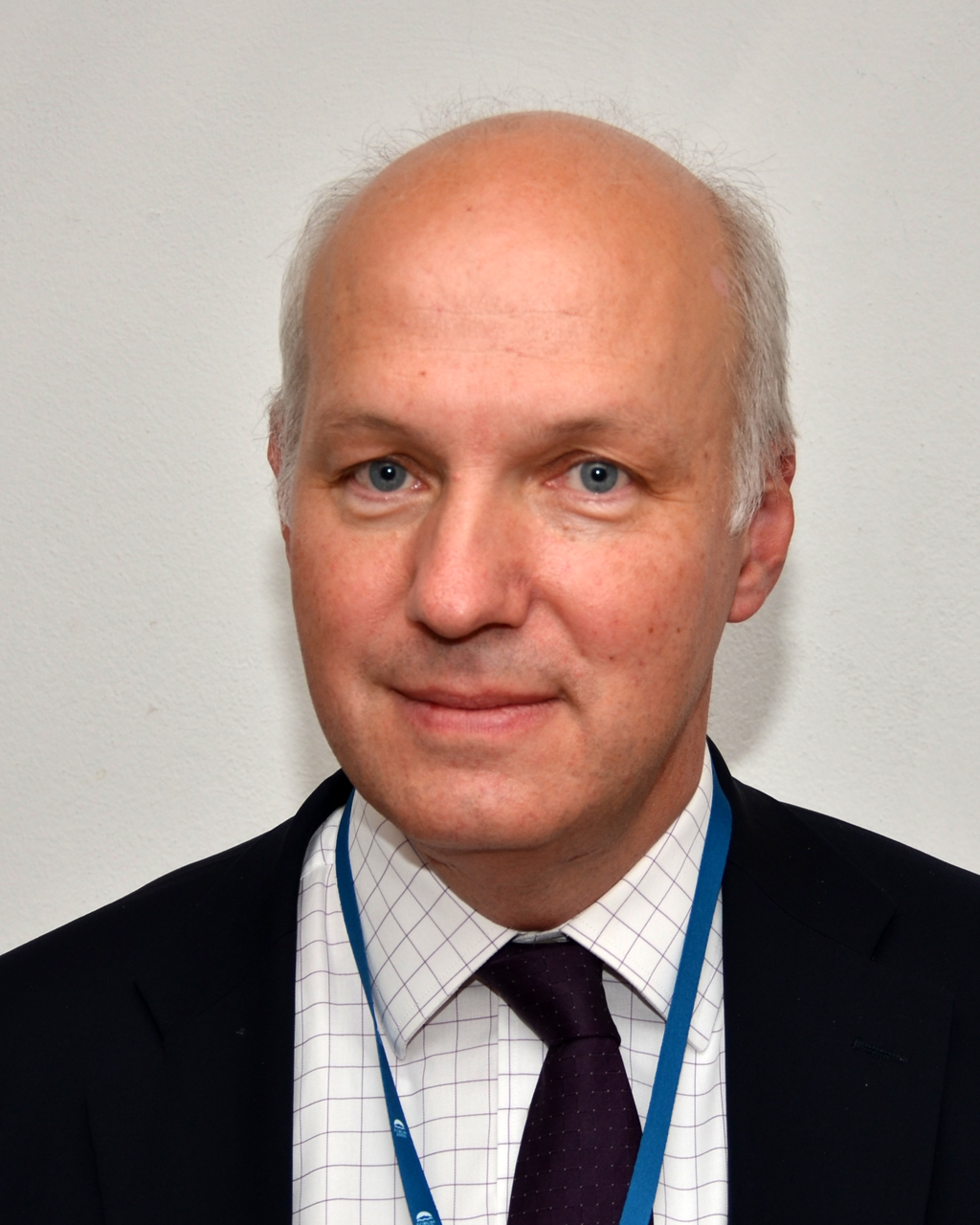
Pavel Fischer (2017)

Pavel Fischer (* 26. August 1965 in Prag) ist ein tschechischer Diplomat und Politiker. Er kandidierte bei den Präsidentschaftswahlen 2018 und 2023.

## Laufbahn
Von 1984 bis 1990 studierte Fischer an der Philosophischen Fakultät der Prager Karls-Universität, danach am Centre International de Formation Chrétienne in Genf sowie an der École nationale d’administration in Straßburg. Danach unterrichtete er Französisch an einem Prager Gymnasium.
Er war nach der Samtenen Revolution (Ende 1989) und dem Zerfall des Ostblocks von 1991 bis 1993 Sekretär von Bischof František Lobkowicz. Lobkowicz war damals in der Tschechischen Bischofskonferenz Mitglied der Abteilung für die katholische Erziehung, verantwortlich für die örtlichen Schulen.
Von 1995 bis 2003 war Fischer in leitenden Funktionen in der Präsidentschaftskanzlei unter Staatspräsident Václav Havel tätig. 2003 wurde er zum tschechischen Botschafter in Frankreich und Monaco ernannt, ein Amt das Fischer bis 2010 innehatte. Danach kehrte er nach Prag zurück und war bis 2013 Leiter der Sektion für multilaterale Sicherheitsfragen im Außenministerium. Fischer war außerdem Berater für den Generalstab der Streitkräfte der Tschechischen Republik und für Kulturminister Daniel Herman.
Fischer trat, nachdem mehr als zehn Senatoren seine Kandidatur unterstützt hatten, bei der Präsidentschaftswahl im Januar 2018 als unabhängiger Kandidat an. Er wurde mit 10,23 Prozent der Stimmen dritter und unterstützte in der Stichwahl Jiří Drahoš, der aber gegen Miloš Zeman unterlag.
Bei der Senatswahl 2018 errang Fischer ein Mandat im Wahlkreis Prag 12.
Bei der Präsidentschaftswahl 2023 kandidierte er mit Unterstützung von 30 Senatoren erneut. Er erhielt im ersten Wahlgang 6,75 Prozent der Stimmen und damit den vierten Platz. Fischer unterstützte in der Stichwahl den ebenfalls parteilosen und später siegreichen Petr Pavel.
Fischer ist Vorsitzender des außenpolitischen Ausschusses des tschechischen Senats. Als solcher nannte er den Besuch des slowakischen Präsidenten Robert Fico bei Putin eine „verrückte Idee“.